# Бахтарма
Бахтарма́ — нижняя поверхность выделанной кожи животного. Бахтарма готовых кож должна быть гладкой, чистой, с неё удаляют остатки мездры и подкожной клетчатки. Бахтарма неотделанная снижает качество и степень использования кожи при изготовлении из неё изделий.
Кожи с отделкой «нубук» имеют подшлифованную лицевую поверхность, а с отделкой «велюр» — подшлифованную бахтарму (свиные — шлифованную лицевую поверхность и бахтарму).